# 28591 Racheldilger
28591 Racheldilger è un asteroide della fascia principale. Scoperto nel 2000, presenta un'orbita caratterizzata da un semiasse maggiore pari a 2,3792397 au e da un'eccentricità di 0,1929652, inclinata di 2,55012° rispetto all'eclittica.